# Thomas Beecham
Thomas Beecham (St Helens, Lancashire, hoy Merseyside; 29 de abril de 1879-Londres, 8 de marzo de 1961) fue uno de lo más importantes e influyentes directores de orquesta británicos de su era además de empresario.
Hijo del millonario Joseph Beecham y nieto de Thomas Beecham (1820-1907) fue imbatible en repertorio inglés, alemán, ruso y francés define la figura clásica del director de orquesta tiránico y cáustico, de opiniones mordaces e irónicas su lema fue «No me interesa la música, u otra obra cualquiera de arte, que no logre estimular el goce de la vida, y lo que es más, el orgullo por la vida». Sus anécdotas y refranes han sido editados en varios volúmenes.
Estudió en la Universidad de Oxford pero en el campo musical fue autodidacta, fue fundador de varias orquestas británicas incluyendo la Beecham Symphony Orchestra, la Orquesta Filarmónica de Londres y la Orquesta Filarmónica Real. 
Fue responsable de los estrenos británicos de Los maestros cantores de Núremberg de Wagner, Elektra y Salomé de Richard Strauss.
En 1916 fue condecorado caballero (Sir) del Imperio Británico y a la muerte de su padre heredó el título de «Baronet».
A partir de los años 1920 y hasta su muerte, Beecham fue una figura dominante de la vida musical de Inglaterra.
Entre sus grabaciones de referencia se encuentran obras de Handel, Mozart (La flauta mágica), Scheherazade (Rimski-Kórsakov), las Sinfonías de Sibelius, la ópera Carmen de Bizet con Victoria de los Ángeles y La Boheme de Puccini de 1953.
Actuó en toda Europa (en 1936 en Berlín desafiando a Hitler, era un ferviente antinazi), en Estados Unidos y en el Teatro Colón (Buenos Aires) en 1958.
Escribió una biografía de Frederick Delius en 1959 y una autobiografía titulada «A Mingled Chime» en 1944.
Se casó tres veces, con Utica Celestia Wells, 1903 hasta 1942; Betty Hamby en 1943 hasta su muerte en 1957 y Shirley Hudson, en 1959.
Entre sus más célebres frases:
- «Un musicólogo es un hombre que puede leer música pero no puede escucharla» (1)

- «Gran música es aquella que penetra el oído fácilmente y difícilmente deja la memoria, en cambio la música de películas es más dolorosa que mi ciática».(1)

- «A los ingleses puede no gustarles la música, pero adoran el ruido que hace» (1)

- «Ninguna estrella de ópera ha muerto lo suficientemente temprano» (1)